# Torre de los Herberos

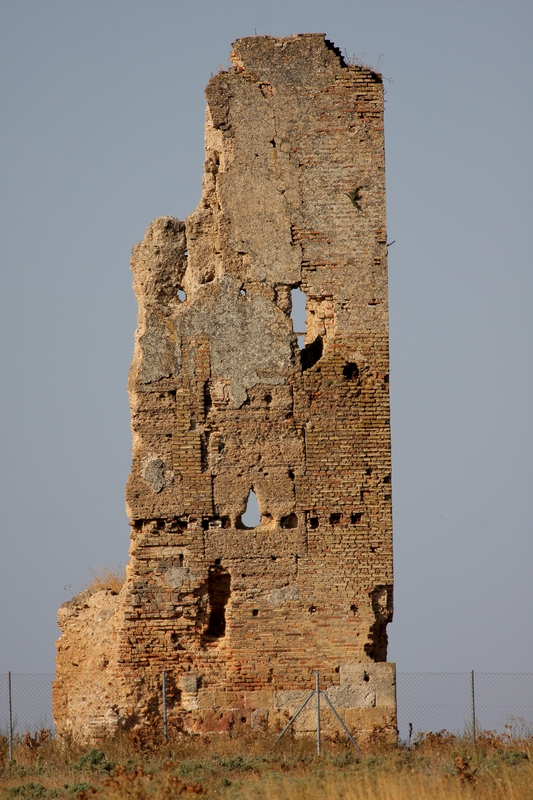
Torre de los Herberos:.

La torre de los Herberos es una antigua torre militar situada en Dos Hermanas, Sevilla. 
Esta torre atalaya es de planta cuadrangular sobre base de piedras (1,6 m de altura) y muros de tapial con aparejo de ladrillos en las esquinas cuya construcción parece corresponder al periodo almohade (siglo XII-XIII). Está situada en el extremo oriental del término municipal de Dos Hermanas (sobre una elevación de unos 12 metros sobre el nivel de la vega del río Guadalquivir, entre los límites del polígono industrial Isla Menor y el canal del río Guadaíra. En los alrededores se encuentra la zona arqueológica correspondiente a la ciudad romana de Orippo que desapareció a partir del siglo III d. C. A comienzos del siglo XIV se realizaron las obras de reconstrucción de la atalaya sobre los restos romanos de Orippo, reutilizando dichos restos. Su situación era estratégica entre dos vías de comunicación fundamentales, que eran el río Guadalquivir y el arrecife (antigua vía Augusta) que unía las ciudades de Cádiz y Sevilla.
La torre se encuentra en estado ruinoso persistiendo sólo dos paños laterales. La torre era maciza hasta donde tenía situada su entrada en altura (2,5 m), a partir de ahí había una cámara baja en arista, de la que partía una escalera (debía encontrarse en el lado norte), en cuyo lienzo se conserva una saetera) hacia la cámara superior y ya arriba de estaría la azotea.
La función principal de esta torre era militar y servía de vigilancia sobre cuantas naves se le acercaban por un lado u otro del río Guadalquivir, ya que estaba situada en el extremo de la parte oriental del lóbulo del meandro que el río allí formaba (meandro de la Merlina, desaparecido como consecuencia de una corta efectuada en 1795). Por esa misma situación en tal punto estratégico, parece ser que también pudo utilizarse como faro para los barcos que navegaban por el río Guadalquivir, pues en particular también en esa zona el cauce del río tenía unos peligrosos bajos de arena donde las naves podían varar.

## Historia
El término Torre de los Herberos parece hacer referencia al antiguo cuerpo militar encargado del cuidado y alimentación de los caballos y al enfrentamiento cuerpo a cuerpo con los contrarios propios de las huestes cristianas de las tropas de Fernando III con las que tomó Sevilla a los árabes. Precisamente, en este lugar se asentaron las tropas de Fernando III antes del asedio de la ciudad de Sevilla, si bien después fijaron el campamento real en Tablada. También según D. Pineda Novo aparece designada en algunos escritos como Torre de los Cerberos o Torre del Caño. Anteriormente perteneció al término de Coria del Río, hasta que en el siglo XVI fue incorporada al de Dos Hermanas, aunque por su interés estratégico en el acceso al puerto de Sevilla, la propiedad inmemorial de la torre y sus tierras anejas fuese ejercido por el cabildo de dicha ciudad al menos hasta el siglo  XVIII. El cabildo de Sevilla concedía el usufructo de la finca donde estaba la torre a particulares a cambio de un tributo anual. 
Esta torre, a pesar de su estado de abandono y ruina progresiva, pues apenas quedan la base y dos paños de pared, tiene una gran importancia histórica para Dos Hermanas, hasta el punto de constituir un emblema que forma parte del actual escudo de la ciudad. En 1993 fue declarada Bien de Interés Cultural por la importancia histórica que posee para Dos Hermanas, bajo la protección de la Declaración genérica del Decreto de 22 de abril de 1949, y la Ley 16/1985 sobre el Patrimonio Histórico Español. En el año 1993 la Junta de Andalucía otorgó un reconocimiento especial a los castillos de la Comunidad Autónoma de Andalucía.